# Strobilanthes microstachya
Strobilanthes microstachya är en akantusväxtart som beskrevs av George Bentham. Strobilanthes microstachya ingår i släktet Strobilanthes och familjen akantusväxter. Inga underarter finns listade i Catalogue of Life.